# Chaos sur la planète
Chaos sur la planète (Perfect Disaster) est une série télévisée de docufiction britannique en six épisodes de 45 minutes réalisé par Gareth Edwards, diffusée du 19 mars au 16 avril 2006 sur Discovery Channel. Elle mélange des reconstitutions dramatiques et des extraits d'archives des catastrophes.
En France, ce docufiction fut diffusé les 25 octobre 2006 et 9 janvier 2007 sur M6.

## Épisodes
Le premier épisode, la super tornade, décrit le passage d'une énorme tornade de 3 kilomètres de diamètre qui détruit le centre-ville de Dallas avec ses vents de 500 km/h. On y montre la réponse des services d'urgence et les drames humains qui s'ensuivent. Dans le second épisode, la menace solaire, une éruption solaire interrompt les réseaux de communications et de distribution électrique. Un ingénieur de New York tente d'éviter que les États-Unis ne retombe à l'ère pré-industrielle. 
Lors du troisième épisode, un super typhon menace les sept millions d'habitants de Hong Kong. La méga inondation du quatrième épisode frappe Londres qui, comme La Nouvelle-Orléans, est susceptible de subir une onde de tempête importante. Le cinquième épisode décrit les dégâts causés par un feu de brousse hors de contrôle en Australie et qui menace Sydney. Dans le sixième et dernier épisode, la tempête de glace, dramatisation des événements du verglas massif de 1998 à Montréal.

### Liste des épisodes
1. Supertornade (Super Tornado)
2. La Menace solaire (Solar Storm)
3. Super typhon (Super Typhoon)
4. Super inondation (Megaflood)
5. Le Brasier infernal (Fire Storm)
6. Tempête de glace (Ice Storm)

## Distinctions

### Nominations
- 2006 : nomination aux Emmy Awards